# Nicola Sebastiano del Liechtenstein
Nicola Sebastiano del Liechtenstein (nome completo in tedesco Nikolaus Sebastian Alexander Maria; Grabs, 6 dicembre 2000) è un principe liechtensteinese.
Quartogenito di Luigi e di Sofia di Baviera, è quarto in linea di successione al trono. Per linea materna è quinto in linea di successione al Casato degli Stuart.

## Biografia

### Battesimo
Il principe Nicola Sebastiano è nato nel 2000 presso l'ospedale di Grabs, in Svizzera.
Fu battezzato il 13 gennaio 2001 presso la cattedrale di San Florino dall'arcivescovo Wolfgang Haas; il suo padrino fu il conte Alexander von Quadt, primo cugino di sua madre.

### Istruzione
Ha frequentato la scuola primaria di Ebenholz e nel 2015 entrò al Malvern College nel Worcestershire, in Inghilterra, dove nel giugno del 2019 conseguì il baccalaureato internazionale.
Dal 2020 studia amministrazione aziendale all'ESADE Business School; ha frequentato l'Harvard Business School Online nel 2022 e l'Università Tsinghua tra il 2023 e il 2024.

## Titoli e trattamento
- 6 dicembre 2000 - attuale: Sua Altezza Serenissima, il principe Nicola Sebastiano del Liechtenstein, conte di Rietberg

## Ascendenza
|                                      |                             |                                               | Genitori                                         |  |  | Nonni |  |  | Bisnonni                                |  |  | Trisnonni               |  |
|                                      |                             |                                               |                                                  |  |  |       |  |  | Francesco Giuseppe II del Liechtenstein |  |  | Luigi del Liechtenstein |  |
|                                      |                             |                                               |                                                  |  |  |       |  |  | Francesco Giuseppe II del Liechtenstein |  |  | Luigi del Liechtenstein |  |
|                                      |                             | Elisabetta Amalia d'Asburgo-Lorena            |                                                  |  |  |       |  |  | Francesco Giuseppe II del Liechtenstein |  |  |                         |  |
| Giovanni Adamo II del Liechtenstein  |                             |                                               |                                                  |  |  |       |  |  | Francesco Giuseppe II del Liechtenstein |  |  |                         |  |
|                                      |                             | Giorgina di Wilczek                           | Ferdinand von Wilczek                            |  |  |       |  |  |                                         |  |  |                         |  |
|                                      |                             | Giorgina di Wilczek                           | Ferdinand von Wilczek                            |  |  |       |  |  |                                         |  |  |                         |  |
|                                      |                             | Giorgina di Wilczek                           | Nora Kinsky von Wchinitz und Tettau              |  |  |       |  |  |                                         |  |  |                         |  |
| Luigi del Liechtenstein              |                             | Giorgina di Wilczek                           |                                                  |  |  |       |  |  |                                         |  |  |                         |  |
|                                      |                             | Ferdinand Carl Kinsky von Wchinitz und Tettau | Ferdinand Vincenz Kinsky von Wchinitz und Tettau |  |  |       |  |  |                                         |  |  |                         |  |
|                                      |                             | Ferdinand Carl Kinsky von Wchinitz und Tettau | Ferdinand Vincenz Kinsky von Wchinitz und Tettau |  |  |       |  |  |                                         |  |  |                         |  |
|                                      |                             | Ferdinand Carl Kinsky von Wchinitz und Tettau | Aglaë von Auersperg                              |  |  |       |  |  |                                         |  |  |                         |  |
| Marie Kinsky von Wchinitz und Tettau |                             | Ferdinand Carl Kinsky von Wchinitz und Tettau |                                                  |  |  |       |  |  |                                         |  |  |                         |  |
|                                      |                             | Henriette Caroline von Ledebur-Wicheln        | Eugen von Ledebur-Wicheln                        |  |  |       |  |  |                                         |  |  |                         |  |
|                                      |                             | Henriette Caroline von Ledebur-Wicheln        | Eugen von Ledebur-Wicheln                        |  |  |       |  |  |                                         |  |  |                         |  |
|                                      |                             | Henriette Caroline von Ledebur-Wicheln        | Eleonore Larisch von Moennich                    |  |  |       |  |  |                                         |  |  |                         |  |
| Nicola Sebastiano del Liechtenstein  |                             | Henriette Caroline von Ledebur-Wicheln        |                                                  |  |  |       |  |  |                                         |  |  |                         |  |
|                                      | Alberto Leopoldo di Baviera | Rupprecht di Baviera                          |                                                  |  |  |       |  |  |                                         |  |  |                         |  |
|                                      | Alberto Leopoldo di Baviera | Rupprecht di Baviera                          |                                                  |  |  |       |  |  |                                         |  |  |                         |  |
|                                      | Alberto Leopoldo di Baviera | Maria Gabriella in Baviera                    |                                                  |  |  |       |  |  |                                         |  |  |                         |  |
| Max in Baviera                       | Alberto Leopoldo di Baviera |                                               |                                                  |  |  |       |  |  |                                         |  |  |                         |  |
|                                      |                             | Maria Drašković von Trakošćan                 | Dionys Drašković von Trakošćan                   |  |  |       |  |  |                                         |  |  |                         |  |
|                                      |                             | Maria Drašković von Trakošćan                 | Dionys Drašković von Trakošćan                   |  |  |       |  |  |                                         |  |  |                         |  |
|                                      |                             | Maria Drašković von Trakošćan                 | Juliana Rosa von Montenuovo                      |  |  |       |  |  |                                         |  |  |                         |  |
| Sofia di Baviera                     |                             | Maria Drašković von Trakošćan                 |                                                  |  |  |       |  |  |                                         |  |  |                         |  |
|                                      |                             | Carl Ludvig Douglas                           | Archibald Douglas                                |  |  |       |  |  |                                         |  |  |                         |  |
|                                      |                             | Carl Ludvig Douglas                           | Archibald Douglas                                |  |  |       |  |  |                                         |  |  |                         |  |
|                                      |                             | Carl Ludvig Douglas                           | Astri Henschen                                   |  |  |       |  |  |                                         |  |  |                         |  |
| Elisabeth Douglas                    |                             | Carl Ludvig Douglas                           |                                                  |  |  |       |  |  |                                         |  |  |                         |  |
|                                      |                             | Ottora Maria Haas-Heye                        | Otto Ludwig Haas-Heye                            |  |  |       |  |  |                                         |  |  |                         |  |
|                                      |                             | Ottora Maria Haas-Heye                        | Otto Ludwig Haas-Heye                            |  |  |       |  |  |                                         |  |  |                         |  |
|                                      |                             | Ottora Maria Haas-Heye                        | Viktoria Ada zu Eulenburg                        |  |  |       |  |  |                                         |  |  |                         |  |
|                                      |                             | Ottora Maria Haas-Heye                        |                                                  |  |  |       |  |  |                                         |  |  |                         |  |